# Отворена Клисура

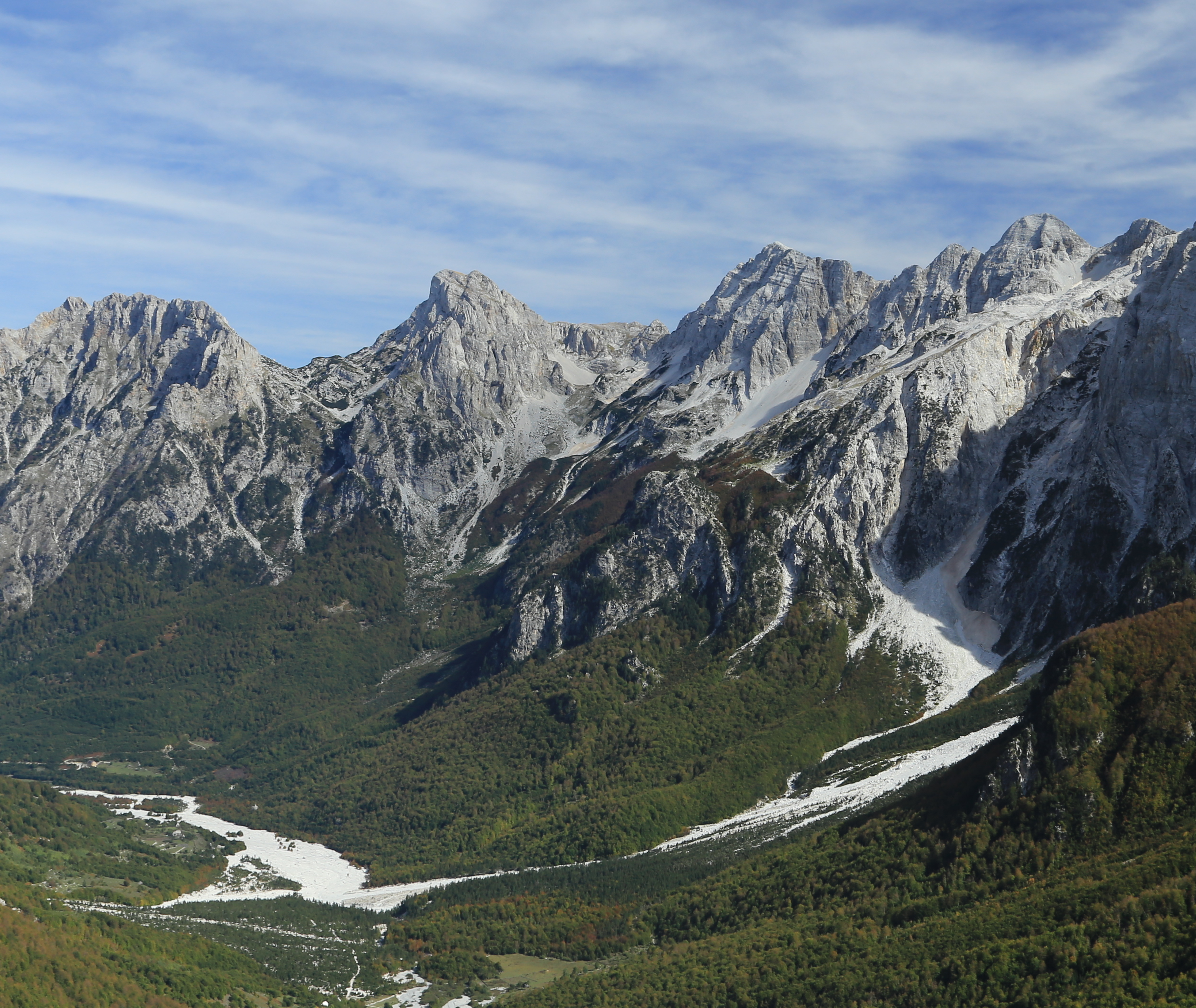
Вид на Отворену Клисуру з Національного парку долини Валбона

Отворена Клисура — гора, розташована на півночі Албанії у гірському масиві Проклетіє. Вона розташована на південний схід від Езерца, на південь від верхньої долини Валбони. Це одна з найвищих гір гірського хребта — 2 625 м (8 612 фут) заввишки. Насправді, вона третя після Езерца — 2 694 м (8 839 фут) в Албанії та Джяравіца — 2 656 м (8 714 фут) в Косовому. Як і багато інших гір, що оточують її, Отворена Клисура має кам'янисту структуру біля вершини. Отворена Клисура належить до групи вершин під назвою Majet e Zabores, де є 10 вершин, які перевищують 2 400 м (7 874 фут).